# 26273 Kateschafer
26273 Kateschafer (tên chỉ định: 1998 RD71) là một tiểu hành tinh vành đai chính. Nó được phát hiện bởi dự án Nghiên cứu tiểu hành tinh gần Trái Đất Lincoln ở Socorro, New Mexico, ngày 14 tháng 9 năm 1998. Nó được đặt theo tên Katherine Schafer, an American educator ở San Jose, California.